# Salisbury (Missouri)
Salisbury és una població dels Estats Units a l'estat de Missouri. Segons el cens del 2000 tenia 1.726 habitants.

## Demografia
Segons el cens del 2000, Salisbury tenia 1.726 habitants, 744 habitatges, i 474 famílies. La densitat de població era de 493,6 habitants per km².
Dels 744 habitatges en un 29,7% hi vivien nens de menys de 18 anys, en un 52,4% hi vivien parelles casades, en un 9% dones solteres, i en un 36,2% no eren unitats familiars. En el 34,1% dels habitatges hi vivien persones soles el 20,4% de les quals corresponia a persones de 65 anys o més que vivien soles. El nombre mitjà de persones vivint en cada habitatge era de 2,3 i el nombre mitjà de persones que vivien en cada família era de 2,93.
Per edats la població es repartia de la següent manera: un 24,2% tenia menys de 18 anys, un 6,7% entre 18 i 24, un 24,9% entre 25 i 44, un 21,6% de 45 a 60 i un 22,7% 65 anys o més.
L'edat mediana era de 42 anys. Per cada 100 dones de 18 o més anys hi havia 81,8 homes.
La renda mediana per habitatge era de 30.729 $ i la renda mediana per família de 41.389 $. Els homes tenien una renda mediana de 28.988 $ mentre que les dones 19.185 $. La renda per capita de la població era de 15.163 $. Entorn del 7,1% de les famílies i el 10% de la població estaven per davall del llindar de pobresa.

## Poblacions més properes
El següent diagrama mostra les poblacions més properes.